# 안도니 고로사벨
안도니 고로사벨 에스피노사(스페인어: Andoni Gorosabel Espinosa, 1996년 8월 4일, 바스크 지방 아라사테 ~)는 스페인의 프로 축구 선수로, 레알 소시에다드에서 우측 수비수로 활약하고 있다.

## 클럽 경력
고로사벨은 바스크 지방 기푸스코아 주 아라사테 출신으로, 아레차발레타 유소년부에서 축구를 시작해 레알 소시에다드 유소년부를 졸업하였고, 2013년에는 UEFA 유스리그에 출전하기도 했다. 2014년 7월 11일, 유소년부를 졸업한 그는 테르세라 디비시온의 베아사인으로 임대되었고, 같은 해 그 곳에서 성인 무대 신고식을 치렀다.
복귀 후, 고로사벨은 예비 선수단이 소속되는 4부 리그의 베리오로 배정되었다. 2016년 7월 9일, 그는 세군다 디비시온 B의 레알 우니온으로 1년 임대되었다.
2017년 6월 16일, 고로사벨은 레알 소시에다드와의 계약을 2019년까지 연장하고 3부 리그에 속한 2군으로 승격되었다. 이후, 그는 1군으로 올라가 9월 21일, 0-3으로 패한 레반테와의 원정 경기에 선발로 출전해 라 리가 첫 경기를 치렀다.
2017년 12월 5일, 고로사벨은 계약 기간을 2021년까지 연장하였고, 시즌 남은 기간을 카를로스 마르티네스를 밀어내고 알바로 오드리오솔라의 후보 우측 수비수로서 보냈다. 2018년 7월, 오드리오솔라와 마르티네스가 동시에 떠나면서, 그는 정식으로 1군에 승격되었다.